# Universidade Federal de Rondonópolis
A Universidade Federal de Rondonópolis (UFR) é uma instituição de ensino superior pública federal vinculada ao Ministério da Educação, sediada na cidade de Rondonópolis, Mato Grosso, Região Centro-Oeste do Brasil.
A história da UFR é marcada por lutas que remontam a 1974, quando os habitantes da cidade pleitearam a criação de cursos de ensino superior junto ao Centro Pedagógico de Corumbá, da Universidade Estadual de Mato Grosso (UEMT). Assim, em 31 de março de 1976, foi criado o Centro Pedagógico de Rondonópolis, com dois cursos de Licenciatura Curta: Estudos Sociais e Ciências Exatas. Com a divisão do Estado de Mato Grosso em 1979, o Centro Pedagógico de Rondonópolis foi incorporado à Universidade Federal de Mato Grosso (UFMT) que havia sido criada em 1970.
Em 20 de março de 2018, a Universidade Federal de Rondonópolis foi criada a partir do desmembramento do Campus Universitário de Rondonópolis da Universidade Federal de Mato Grosso, por meio da Lei Federal nº 13.637, sancionada pelo então Presidente da República Michel Temer. Foi uma das cinco universidades federais a ter todos os seus cargos e funções gratificadas eliminados em 2019 pelo presidente Jair Bolsonaro. Todavia, em dezembro de 2019, a professora Analy Castilho Polizel tomou posse como reitora pro tempore; neste ato a UFR se torna de iure uma universidade federal autônoma e com orçamento próprio.
Atualmente, a UFR conta com mais de 4300 estudantes matriculados, cerca de 300 professores concursados, aproximadamente 60 substitutos, e 90 técnicos administrativos. A universidade possui 4 institutos, 19 cursos de graduação e 6 programas de pós-graduação em nível de mestrado stricto sensu, além de desenvolver projetos de ensino, pesquisa, extensão e inovação.